# Franciszek Pitułko
Franciszek Pitułko (ur. 18 października 1908 w Rzęsnej Polskiej, zm. 17 lutego 1978 w Londynie) – komandor porucznik, uczestnik II wojny światowej, zastępca dowódcy niszczyciela ORP „Piorun”, a następnie dowódca ORP „Burza”, kawaler Orderu Wojennego Virtuti Militari.

## Do wybuchu wojny
Urodził się w Rzęśni Polskiej pod Lwowem w rodzinie kupieckiej. Do gimnazjum uczęszczał we Lwowie, przez rok studiował na tamtejszej politechnice, ale wkrótce zmienił zdanie i złożył podanie o przyjęcie do Oficerskiej Szkoły Marynarki Wojennej (wkrótce przemianowanej na Szkołę Podchorążych Marynarki Wojennej) w Gdyni. Stopień podporucznika marynarki uzyskał w roku 1930.
W latach 1931–1932 był oficerem wachtowym, zaś od kwietnia 1932 adiutantem dowódcy Obrony Wybrzeża Morskiego, kmdra dypl. Stefana Frankowskiego. W latach 1933–1934 był słuchaczem Kursu Oficerów Artylerii Morskiej, który obejmował również 4-tygodniową praktykę we Francji. Następnie służył na okrętach ORP „Burza”, ORP „Mazur” i ORP „Wilia”. Tuż przed wybuchem wojny został I oficerem niszczyciela ORP „Grom”.

## Pierwsze zmagania
30 sierpnia trzy polskie niszczyciele: „Grom”, „Burza” i „Błyskawica” – wykonując plan Peking – opuściły Gdynię udając się do Wielkiej Brytanii. kpt. Pitułko brał udział w pierwszych patrolach i eskortował konwoje. W marcu 1940 roku został dowódcą kompanii zapasowej na ORP „Gdynia”. Po upadku Francji zgłosił się na ochotnika na dowódcę przerobionego na transportowiec wojska transatlantyk MS „Batory”, by ewakuować ostatnie polskie oddziały z Saint-Jean-de-Luz do Plymouth.
Od lipca do sierpnia 1940 był I oficerem artylerii na ORP „Błyskawica”, która patrolowała w tym czasie kanał La Manche zapisując na swe konto zestrzelony bombowiec i zatopiony kuter niemiecki.

## Na „Piorunie” i „Burzy”
Stanowisko zastępcy dowódcy ORP „Piorun” objął na początku maja 1941 roku. 26 maja rozpoczął się pościg za niemieckim pancernikiem „Bismarck”, w którym uczestniczył polski okręt.
W sierpniu 1942 roku Franciszek Pitułko został dowódcą niszczyciela ORP „Burza” i służył na nim do roku 1944, a więc w okresie jego największych sukcesów. Zaliczyć do nich należy zatopienie U-Boota (U-606), pierwsze w dziejach Polskiej Marynarki Wojennej przejście przez koło polarne, konwoje do Gibraltaru, na Azory i do Afryki Północnej. W marcu 1944 roku, gdy wysłużona ORP „Burza” została odstawiona do rezerwy, został zastępcą dowódcy drugiego (po utraconym ORP „Dragon”) polskiego krążownika ORP „Conrad”, a po zakończeniu działań wojennych szefem Wydziału Organizacyjno-Wyszkoleniowego MW.

## Ostatnie lata
Po wojnie zdecydował się zostać w Wielkiej Brytanii. Osiadł w Szkocji, a po nostryfikacji dyplomów pływał w brytyjskiej marynarce handlowej, najpierw (do 1955) jako II oficer, a następnie jako kapitan żeglugi wielkiej.
Był czynnym członkiem Stowarzyszenia Marynarki Wojennej. Uczestniczył w pogrzebie wiceadmirała Unruga w Montrésor we Francji. Swój mundur ofiarował Muzeum Marynarki Wojennej w Gdyni. W roku 1991 prochy Franciszka Pitułko sprowadzono do kraju i złożono na cmentarzu Marynarki Wojennej na Oksywiu.

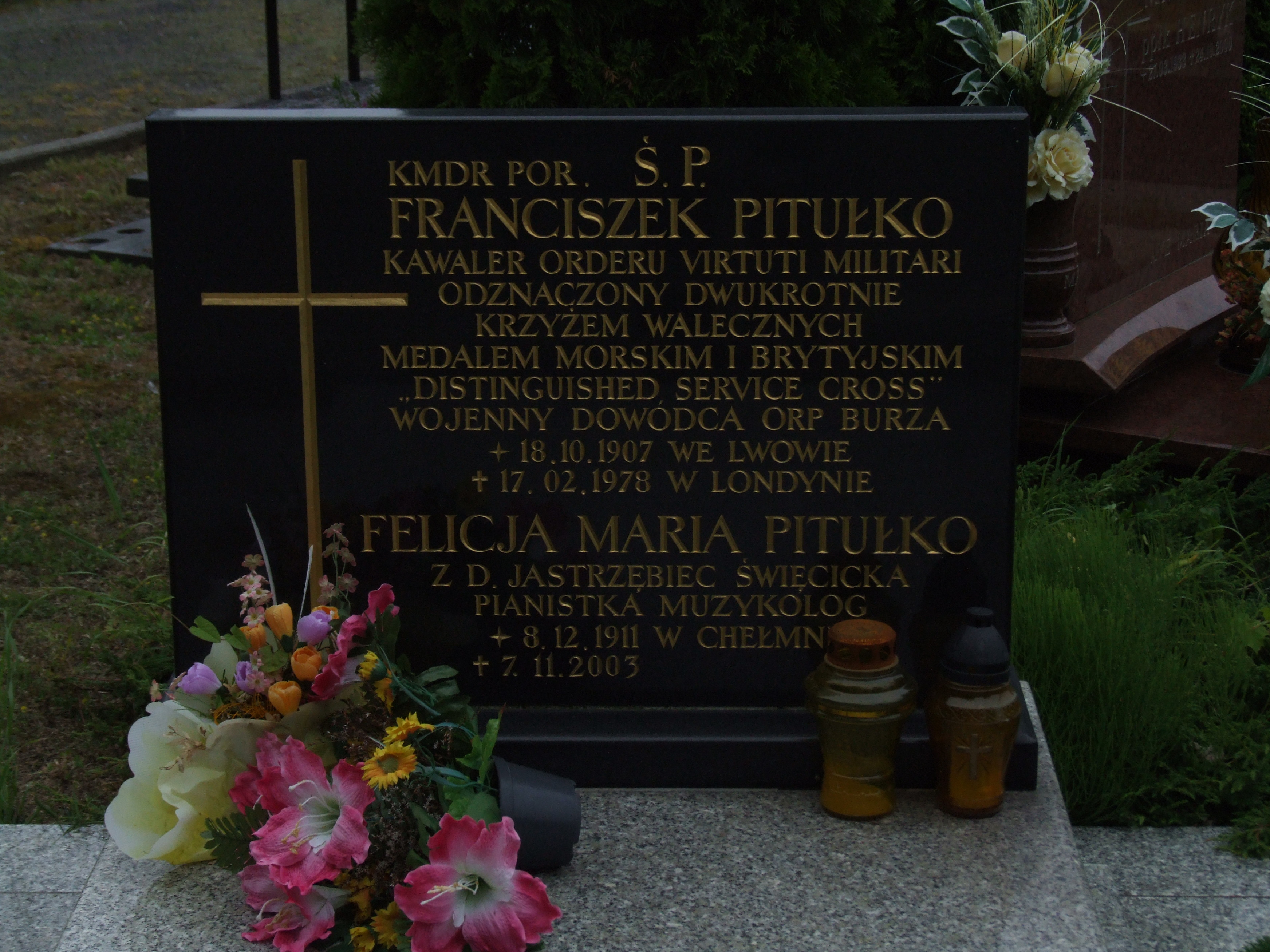
Grób Franciszka Pitułki na Cmentarzu Marynarki Wojennej w Gdyni